# Anna Griese-Goudkuil
Anna Griese-Goudkuil (Apeldoorn, 15 maart 1903 - Leusden, 25 april1945), was lid van Communistische Partij van Nederland. Ze reisde in 1936 met een delegatie voor de Internationale Vrouwendag naar de Sovjet-Unie.
In de Tweede Wereldoorlog nam ze deel aan het verzet in Rotterdam tegen de Duitse bezetting. Ze was lid van de Waarheidsgroep en verleende onder meer onderdak aan Joodse vluchtelingen uit Nederland en Duitsland. Op 1 mei 1942 werd Griese-Goudkuil door medewerkers Sicherheitspolizei en de inlichtingendienst van de Haagse politie gearresteerd en op 5 mei overgebracht naar het Haagse Veer in Rotterdam en daarna naar de Polizeigefängnis Scheveningen. Ze werd vrijgelaten op 15 juni 1942.
In november 1942 werd het gevaar te groot en dook ze onder in Leusden. Daar kwam Anna Griese-Goudkuil een paar dagen voor de bevrijding om het leven bij een Engels bombardement.
In Rotterdam is een straat naar de verzetsvrouw vernoemd; het Anna Griesepad.